# Rickenbach (Lucerna)
Rickenbach – miejscowość i gmina w środkowej Szwajcarii, w kantonie Lucerna, w okręgu Sursee. 1 stycznia 2013 do gminy przyłączono gminę Pfeffikon.

## Demografia
W Rickenbachu mieszkają 3564 osoby. W 2021 roku 18,8% populacji gminy stanowiły osoby urodzone poza Szwajcarią.

W 2000 roku 92,3% populacji mówiło w języku niemieckim, 3,5% w języku angielskim, a 1,4% w języku portugalskim.